# Helena Sampaio
Helena Maria Mendes Sampaio (Pedreira, 19 oktober 1973) is een Portugese atlete, die gespecialiseerd is in het veldlopen en de lange afstand. Ze werd Portugees kampioene op de 10.000 m en de 15 km. Ook nam ze eenmaal deel aan de Olympische Spelen, maar won bij die gelegenheid geen medaille.

## Biografie
In 1999 behaalde Sampaio met haar team een bronzen medaille op het WK veldlopen in Belfast. Ze won de marathon van Amsterdam 2003 in een persoonlijk record van 2:28.06. In 2004 werd ze 47e op de marathon tijdens de Olympische Spelen van Athene met een tijd van 2:49.18.

## Titels
- Portugees kampioene 10.000 m - 2000
- Portugees kampioene 15 km - 2001

## Persoonlijke records
| Onderdeel      | Prestatie | Datum            | Plaats           |
| -------------- | --------- | ---------------- | ---------------- |
| 10.000 m       | 31.43,22  | 10 april 1999    | Barakaldo        |
| 12 km          | 39.35     | 20 mei 2001      | Lissabon         |
| 15 km          | 54.13     | 20 januari 2008  | Viana do Castelo |
| 20 km          | 1:12.34   | 20 oktober 2005  | Almeirim         |
| halve marathon | 1:10.15   | 27 augustus 2000 | Zamora           |
| marathon       | 2:28.06   | 19 oktober 2003  | Amsterdam        |

## Palmares

### 5000 m
- 1997:  Portugese kamp. - 15.53,71
- 1997:  Portugese kamp. - 15.53,71
- 1998:  Portugese kamp. - 15.47,34
- 1999:  Portugese kamp. - 15.55,90
- 2002: 4e Villa de Bilbao Meeting - 16.08,33

### 10.000 m
- 1997:  Spaanse kamp. - 32.14,12
- 1998: 4e European Challenge in Lissabon - 32.20,89
- 1998:  Ibero-Amerikaanse kamp. - 33.07,80
- 1999: 5e Trofeo de Atletismo Ciudad de Barakaldo - 31.43,22
- 2000: 5e European Challenge in Lissabon - 32.08,67
- 2002:  Maia - 32.26,44
- 2002:  Spaanse kamp. - 32.40,88

### 10 km
- 1999:  Carreira Popular do San Martino in Ourense - 32.28
- 2000: 4e Avon Running Global Championship in Milaan - 32.22
- 2002:  Sao Silvestre do Porto - 33.29
- 2002:  San Silvestre de Torres Novas - 33.32
- 2005:  Carrera Popular do San Martino in Ourense - 33.43
- 2009:  Oriente Casino de Lisboa in Lissabon - 35.22

### 15 km
- 2001:  Corrida Festas da Cidade do Porto - 49.44
- 2001:  Portugese kamp. - 51.13
- 2002:  Corrida Festas da Cidade do Porto - 52.27
- 2003:  Corrida Festas da Cidade do Porto - 51.27
- 2004:  Corrida Festas da Cidade do Porto - 50.50

### halve marathon
- 1997:  halve marathon van Setúbal - 1:12.15
- 1998:  halve marathon van Setubal - 1:13.47
- 1998:  halve marathon van Ovar - 1:11.29
- 1998:  halve marathon van Aveiro -
- 1999:  halve marathon van Ovar - 1:11.20
- 2000:  halve marathon van Setubal - 1:12.21
- 2000:  halve marathon van Pombal - 1:11.45
- 2000:  halve marathon van Zamora - 1:10.15
- 2000:  halve marathon van Ovar - 1:11.41
- 2001:  halve marathon van Setúbal - 1:11.28
- 2001:  halve marathon van Pombal - 1:13.59
- 2001: 4e halve marathon van Lissabon - 1:13.13
- 2002:  halve marathon van Pombal - 1:13.32
- 2003:  halve marathon van Setubal - 1:13.09
- 2003:  halve marathon van Ovar - 1:11.56
- 2005: 4e halve marathon van Ovar - 1:16.10
- 2006:  halve marathon van Ovar - 1:14.10
- 2006:  halve marathon van Porto - 1:16.51
- 2007:  halve marathon van Setúbal - 1:16.21
- 2007:  halve marathon van Pombal - 1:16.01
- 2008:  halve marathon van Almeirim - 1:25.54
- 2009:  halve marathon van Setúbal - 1:23.50
- 2009:  halve marathon van Ovar - 1:17.40
- 2010:  halve marathon van Setúbal - 1:20.14
- 2010:  halve marathon van Ovar - 1:18.46

### marathon
- 2000: 6e marathon van Berlijn - 2:29.34
- 2003:  marathon van Amsterdam - 2:28.05,6
- 2004: 47e OS in Athene - 2:49.18

### veldlopen
- 1991: 81e WK junioren in Antwerpen - 15.52
- 1995: 27e EK in Alnwick - 14.40
- 1997: 6e EK in Oeiras - 18.14
- 1998: 5e EK in Ferrara - 18.26 ( in het landenklassement)
- 1999: 8e WK in Belfast - 28.42
- 1999: 11e EK in Velenje - 19.19 ( in het landenklassement)
- 2000: 13e WK in Vilamoura - 13.22
- 2000: 35e EK in Malmö - 17.32
- 2001: 44e WK in Oostende - 30.50
- 2001: 6e EK in Thun - 15.55
- 2002: 4e Portugese kamp. in Sines - 13.36
- 2002: 4e Portugese kamp. in Santarem - 26.03
- 2002: 19e WK in Dublin - 28.08
- 2002: 20e WK in Dublin - 14.15
- 2003: 5e Portugese kamp. in Porto - 28.23
- 2003: 37e WK in Lausanne - 28.33
- 2003: 17e EK in Edinburgh - 23.14 ( in het landenklassement)
- 2004:  Portugese kamp. in Lagos - 14.29
- 2004:  Portugese kamp. in Figueira da Foz - 30.11
- 2004: 21e WK (lange afstrand) in Brussel - 28.48
- 2004: 30e WK (korte afstand) in Brussel - 14.04
- 2005: 36e EK in Tilburg - 21.00